# Romario Martin
Romario Tyrese Martin (* 30. August 1999 in Basseterre) ist ein Fußballspieler von St. Kitts und Nevis.

## Karriere

### Verein
Auch wenn er auf St. Kitts geboren ist, wuchs er im englischen Birmingham auf und begann hier auch eine Karriere als Fußballer. In der Jugend spielte er beim FC Walsall und ab 2016 in der Akademie von Solihull Moors. Ebenfalls 2016 per Leihe ging er kurzzeitig zum FC Barwell sowie von März 2017 bis zum Ende der Spielzeit zu Highgate United. Kurzzeitig zurück bei Solihull ging er im März 2018 erneut per Leihe bis Ende der Saison zum FC Romulus.
Nach etwa 2 Wochen bei Hednesford Town ging er bis Ende November 2018 zu Rugby Town und bis Ende der Saison 2018/19 zu Spalding United.
Zum Start der Saison 2019/20 schloss er sich dann Nuneaton Borough an. Hier konnte er aber aufgrund von Terminproblemen nicht in die erste Mannschaft vorstoßen und wechselte weiter zu Coleshill Town. Bereits im September 2019 verließ er seinen Klub in Richtung Redditch United.

### Nationalmannschaft
Nach der U20 hatte er seinen ersten und bislang einzigen Einsatz für die Nationalmannschaft von St. Kitts und Nevis am 3. Dezember 2017 bei einem 1:0-Freundschaftsspielsieg über Grenada. Er wurde in der 59. Minute für Carlos Bertie eingewechselt und schoss in der nächsten Spielminute das entscheidende Tor.